# RELOAD
RELOAD là một dự án được hỗ trợ bởi tổ chức JISC, dùng để phát triển các phần mềm để hiện thực các bản mô tả của các tổ chức giáo dục như ADL và IMS Global để tạo nên các bài giảng trực tuyến được đóng gói và sử dụng trong môi trường giáo dục phân tán, dựa trên các hệ quản trị đào tạo.
Trưởng nhóm phát triển của RELOAD là Philip Beauvoir. Các công cụ của RELOAD như là công cụ tạo gói nội dung theo chuẩn của IMS Global là IMS Content Package, và theo chuẩn của ADL là các gói SCORM 1.2, SCORM 2004... Ngoài ra, sự phát triển các phần mềm Learning Design Editor đang từng bước tác động mạnh đến sự phát triển của nền đào tạo trực tuyến phân tán.